# Hatuey
Hatuey fue un cacique taíno proveniente de la isla de La Española que luchó contra los conquistadores españoles en esa isla (actual República Dominicana y Haití) y en Cuba. Es conocido por el título histórico honorífico de Primer Rebelde de América.

## Llegada
Arribó a Cuba después de ser expulsado por los conquistadores de su lugar natal (dividido hoy en dos estados diferentes: Haití y República Dominicana). Entró en contacto con las diferentes tribus de indígenas taínos que había en el territorio oriental de la isla y les aconsejó que se preparasen para la lucha contra los españoles. También les comunicó que se deshicieran de todo el oro que poseyeran, arrojándolo a los ríos, porque ese era el dios de los blancos. Después, puesto al frente de todas las tribus de la región, comenzaron a atacar a los españoles que se asentaron en Baracoa.
Bartolomé de Las Casas, más tarde atribuyó el siguiente discurso a Hatuey. Les mostró a los taínos de Caobana una canasta de oro y joyas, diciendo:

"Este es el Dios que los españoles adoran. Por estos pelean y matan; por estos es que nos persiguen y es por ello que tenemos que tirarlos al mar... Nos dicen, estos tiranos, que adoran a un Dios de paz e igualdad, pero usurpan nuestras tierras y nos hacen sus esclavos. Ellos nos hablan de un alma inmortal y de sus recompensas y castigos eternos, pero roban nuestras pertenencias, seducen a nuestras mujeres, violan a nuestras hijas. Incapaces de igualarnos en valor, estos cobardes se cubren con hierro que nuestras armas no pueden romper".

Hatuey ordenó a sus hombres que se dividiesen en pequeños grupos y comenzasen a atacar a los españoles por sorpresa, valiéndose de palos, piedras y flechas. Pero los españoles, dirigidos por Diego Velázquez, que conocía las tácticas de los indios, se dedicaron a erradicar poco a poco a cada uno de los grupos rebeldes apoyándose en una abrumante superioridad tecnológica (perros rastreadores, armas de fuego, ballestas y corazas). Paulatinamente fueron erradicados los grupos rebeldes, hasta que mediante la delación de unos prisioneros logran capturarlo.

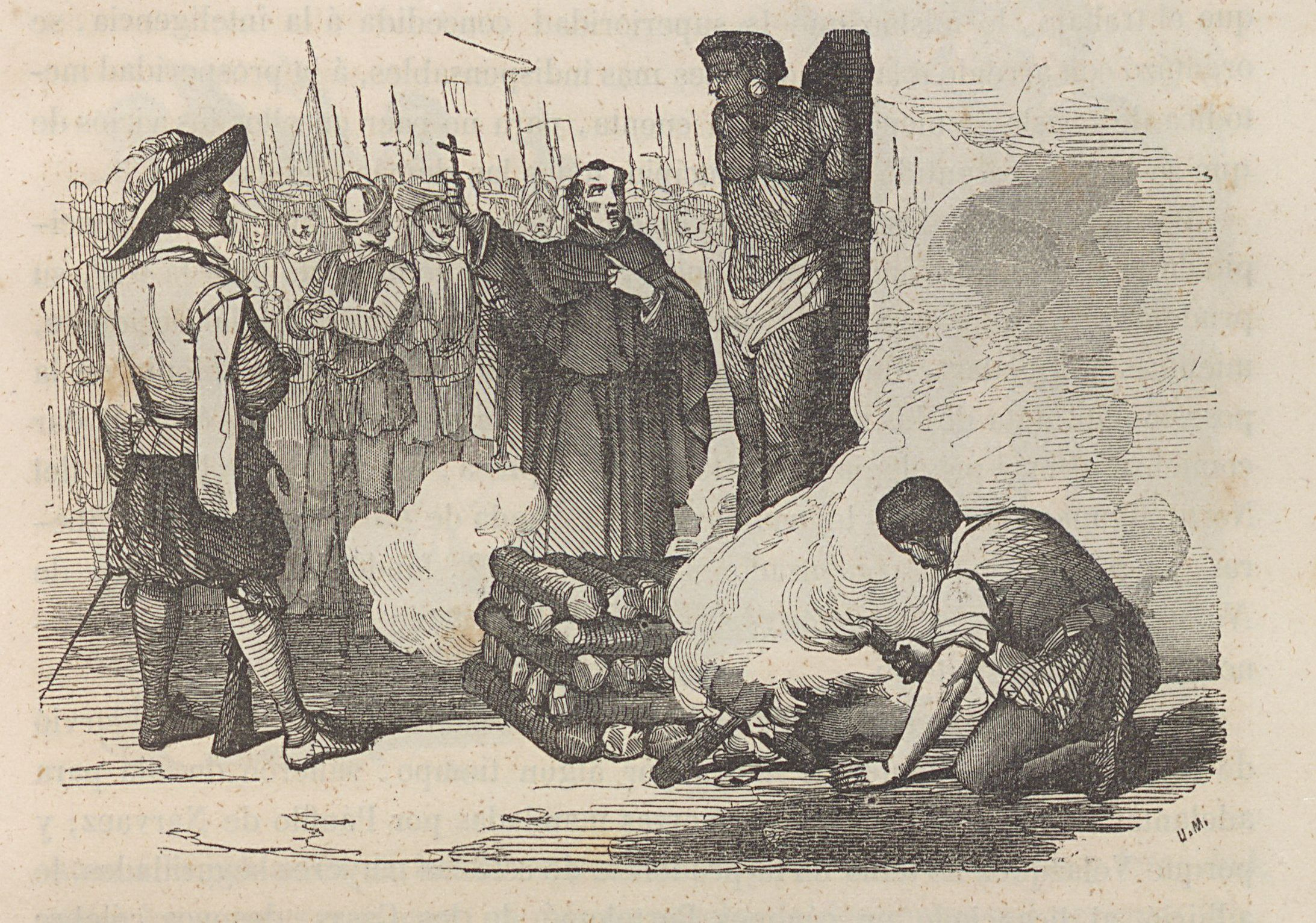
Hatuey quemado en la hoguera

Hatuey fue condenado a la hoguera, castigo reservado a los más viles criminales. Pero cuando estaba a punto de ser quemado, el padre Olmedo le preguntó si quería convertirse en cristiano para subir al cielo preguntó: "¿Y los españoles también van al cielo?" y al recibir una afirmación dijo luego el cacique, sin más pensar: "No quiero yo ir allá, sino al infierno, por no estar donde estén y por no ver tan cruel gente".
Su actitud demostró una gran valentía y decisión al intentar luchar en inferioridad contra un enemigo mucho más poderoso, este ejemplo sería retomado más tarde por el cacique Guamá.
Actualmente se acepta que la ejecución se llevó a cabo en un lugar ubicado en la actual provincia de Granma, perteneciente a la zona oriental de Cuba. La información procede de una carta de relación firmada por Diego Velázquez.
En el poblado de Yara, en las márgenes del río del mismo nombre, y en el supuesto lugar donde ocurrió el suplicio de este cacique, se ha levantado un monumento a su figura.
Anteriormente se asumía que había sido quemado vivo en Baracoa, la primera villa fundada en Cuba, donde también hay una zona llamada Yara. El monumento en Baracoa, se ubica frente a la iglesia donde se halla la Cruz de Parra, supuestamente original de la llegada de Colón.

## La luz de Yara
Existe una leyenda que se ha arraigado fuertemente entre los habitantes de Baracoa, de que en las noches se puede ver una luz descrita como crepuscular, que puede variar de tamaño y que sale al paso de los viajeros. No se tiene como nada negativo ya que se supone inocua y como símbolo de la negación de este bravo aborigen de abandonar la región en la que fue ejecutado. No hay fundamentos científicos de este hecho. Lo que sí es cierto es que ha perdurado por más de quinientos años en la cultura popular.

## Galería

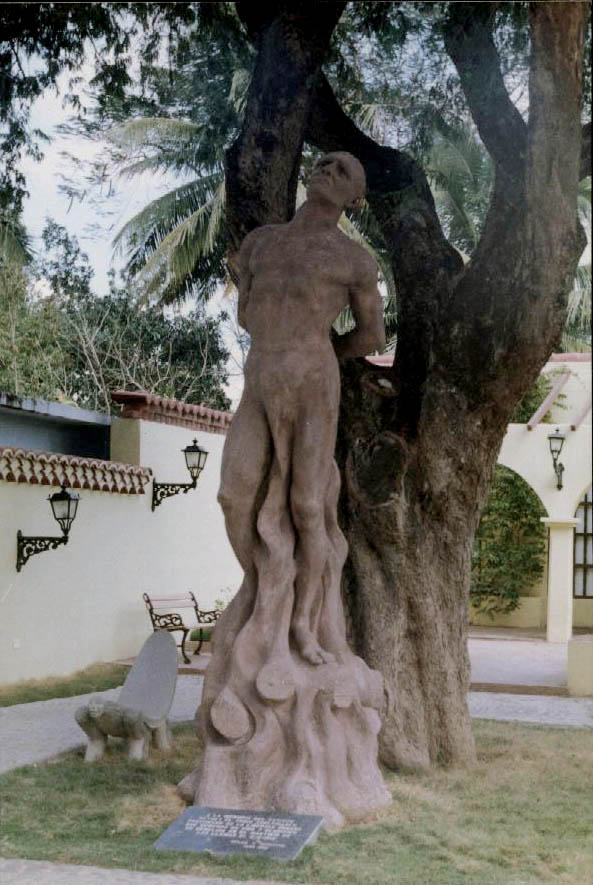
Estatua de madera de Hatuey
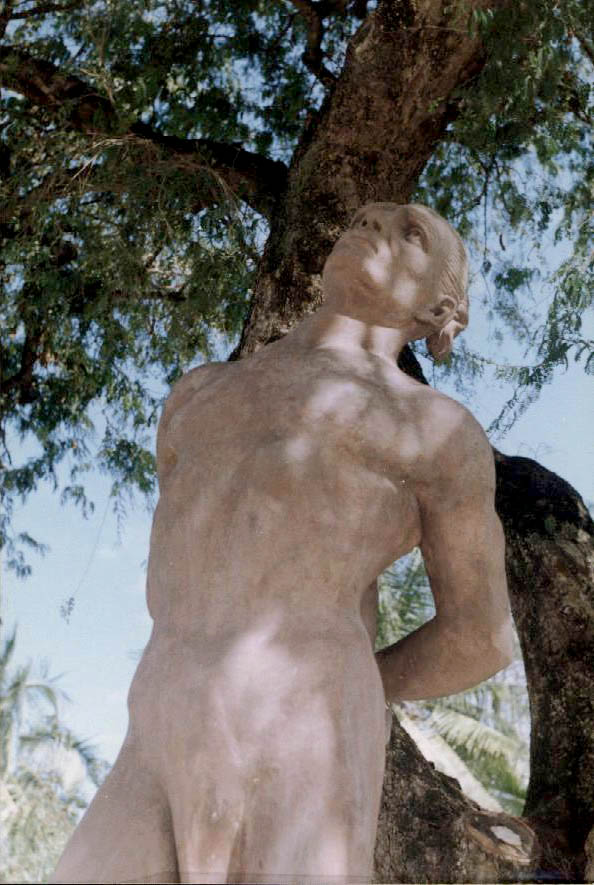
Talla en madera, estatua de Hatuey
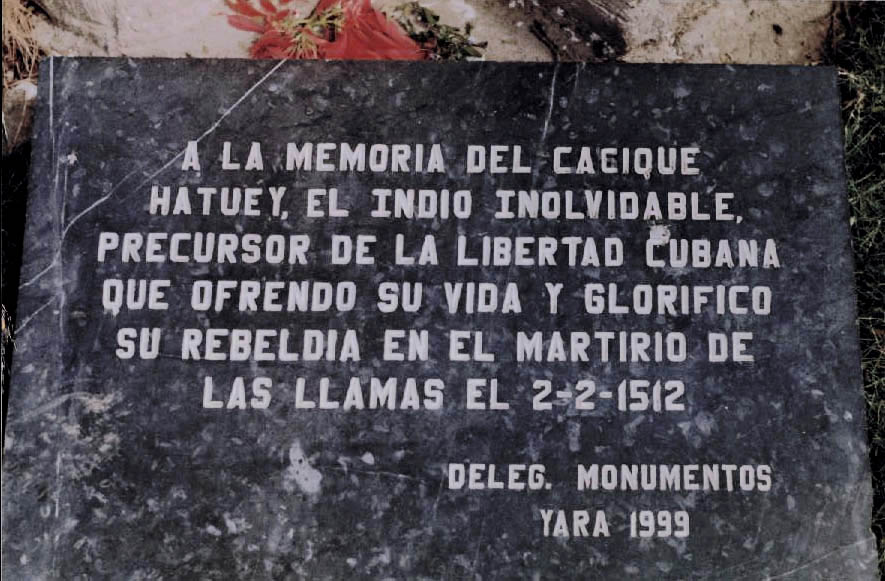
Tarja en la base de la estatua de Hatuey
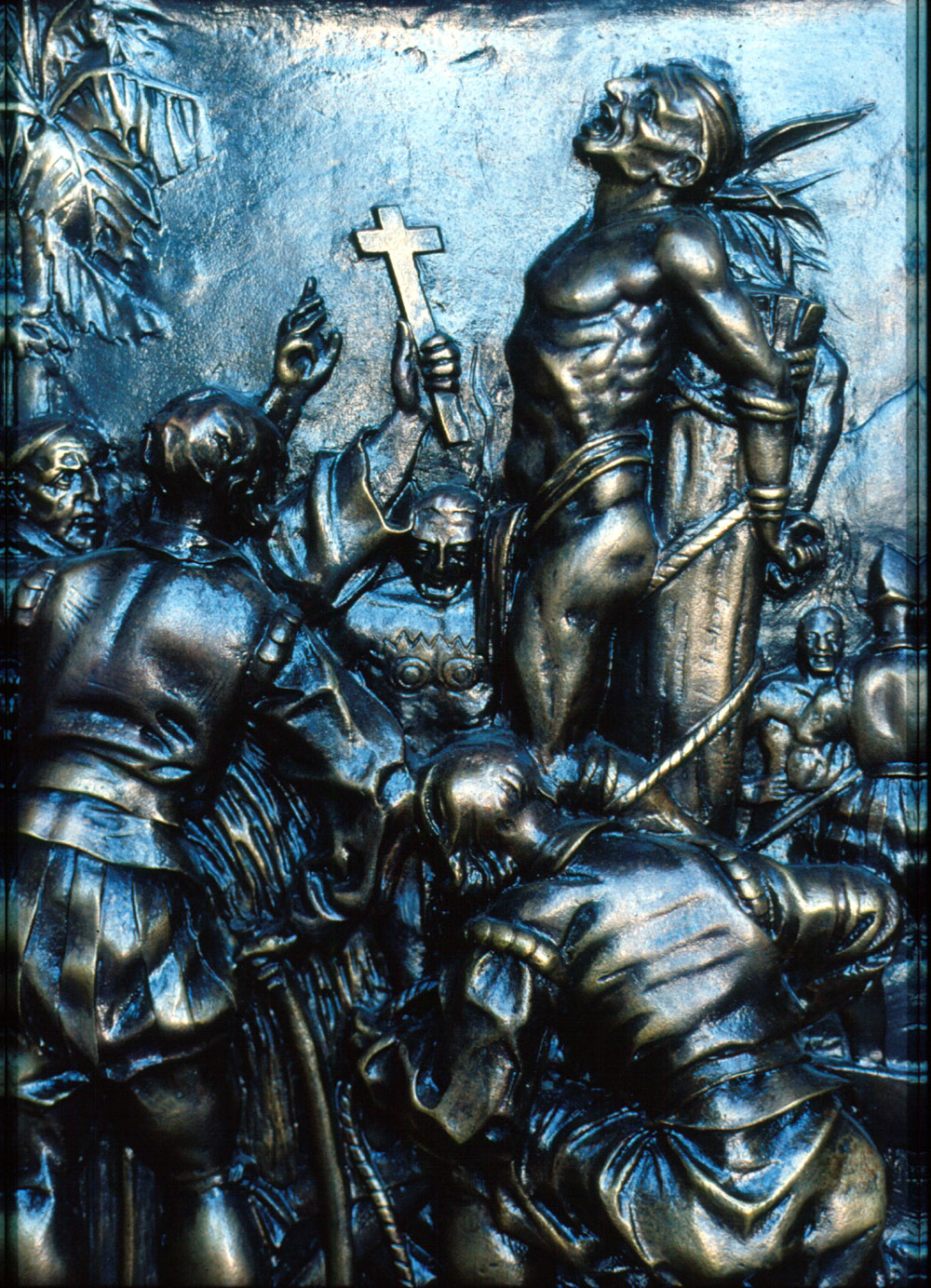
Relieve de Hatuey en el Capitolio de La Habana